# Emilio Platti
Emilio Giuseppe Angelo Platti (Ronse, 2 januari 1943 - Leuven, 25 oktober 2021) was een Belgisch dominicaan, islamoloog en hoogleraar.

## Biografie
Emilio Platti's vader was afkomstig uit het Italiaanse Bergamo. Hij liep school aan het Sint-Antoniuscollege in Ronse In 1961 trad hij in bij de dominicanen in Leuven, in 1962 legde hij de eenvoudige professie af, die hij in 1965 hernieuwde vanwege zijn dienstplicht. In 1967 volgde zijn plechtige professie en in 1969 werd hij tot priester gewijd. Platti studeerde filosofie aan het studium van de dominicanen in Leuven en theologie aan het pas opgerichte Centrum voor Kerkelijke Studies en onder Antoon Vergote aan de Katholieke Universiteit Leuven, waar hij in 1971 een licentiaat behaalde. In 1980 promoveerde hij tot doctor in de Oosterse filologie en geschiedenis met een proefschrift over de christelijke Arabische filosoof en theoloog Yaḥyá ibn ʿAdī, hoofd van de filosofische school van Bagdad, onder leiding van Albert Van Roey en Georges Anawati. Voor zijn doctoraat bracht Platti gedurende enkele jaren verschillende maanden door in het Institut dominicain d’études orientales (IDEO) in Caïro.
Vanaf 1980 was hij docent Arabisch aan het Centrum voor Levende Talen en het Instituut voor Levende Talen in Leuven. Hij werd ook hoofddocent christendom en islam aan de KU Leuven, waar hij in 2004 tot hoogleraar werd gepromoveerd. Vanaf 1990 was hij ook deeltijds hoogleraar voor verschillende vakken omtrent de islam aan het Institut catholique de Paris, de Université catholique de Louvain, de Facultés universitaires Notre Dame de la Paix in Namen en de University of Santo Tomas in Manilla. In 2008 ging hij met emeritaat. Zijn onderzoek focuste onder meer op het filosofisch en theologisch erfgoed van Arabische christenen in de hoogtijd van de Arabische cultuur (Bagdad, 750-1050). Hij verbleef in Caïro tijdens de Egyptische Revolutie van 2011 en de protesten en staatsgreep in 2013.
Platti was lid van de Europese Unie van Arabisten en Islamologen, het Koninklijk Belgisch Genootschap voor Oosterse Studiën, de Internationale Academie voor Religiewetenschappen en het Center for Interdisciplinary Research on Islam in the contemporary World. Hij was ook vast medewerker van het tijdschrift Philippiniana Sacra. In 2020 werd hij prior van het Leuvense dominicanenklooster. Platti overleed onverwacht in 2021.

## Selecte bibliografie
- Islam... vreemd?, Averbode, Leuven, 1996, 271 p.
- Islam? Van nature een vijand?, Averbode, Leuven, 2003, 234 p.